# Тентелис, Август
Август Тентелис (латыш. Augusts Tentelis; 13 ноября 1876 — 23 ноября 1942) — педагог и историк, латвийский политик. 

## Биография
Декан факультета филологии и истории Латвийского университета. Профессор и ректор (1925) Латвийского университета. Почетный доктор исторических наук (1936 г.) Выпускник Петербургского университета. Министр образования Латвии (24.01.1928 — 30.11.1928; 11.07.1935 — 21.08.1938). Директор Института истории.
Похоронен на Лесном кладбище

## Публикации
- Ordeņa mestrs Valters Pletenbergs / Augusts Tentelis // Rīts. - Nr.59 (1935, 28.febr.), 3.lpp.
- Rīga un latvieši 13. gadsimteņa sākumā / Augusts Tentelis - Kopsav. vācu val.: 43.lpp. // Senatne un Māksla. - Rīga: Pieminekļu valde, 1936. - 3.sēj., 37.-43.lpp.

## Награды
- Крест Признания I степени №1 (9 ноября 1938)[2]